# Римская фортификация

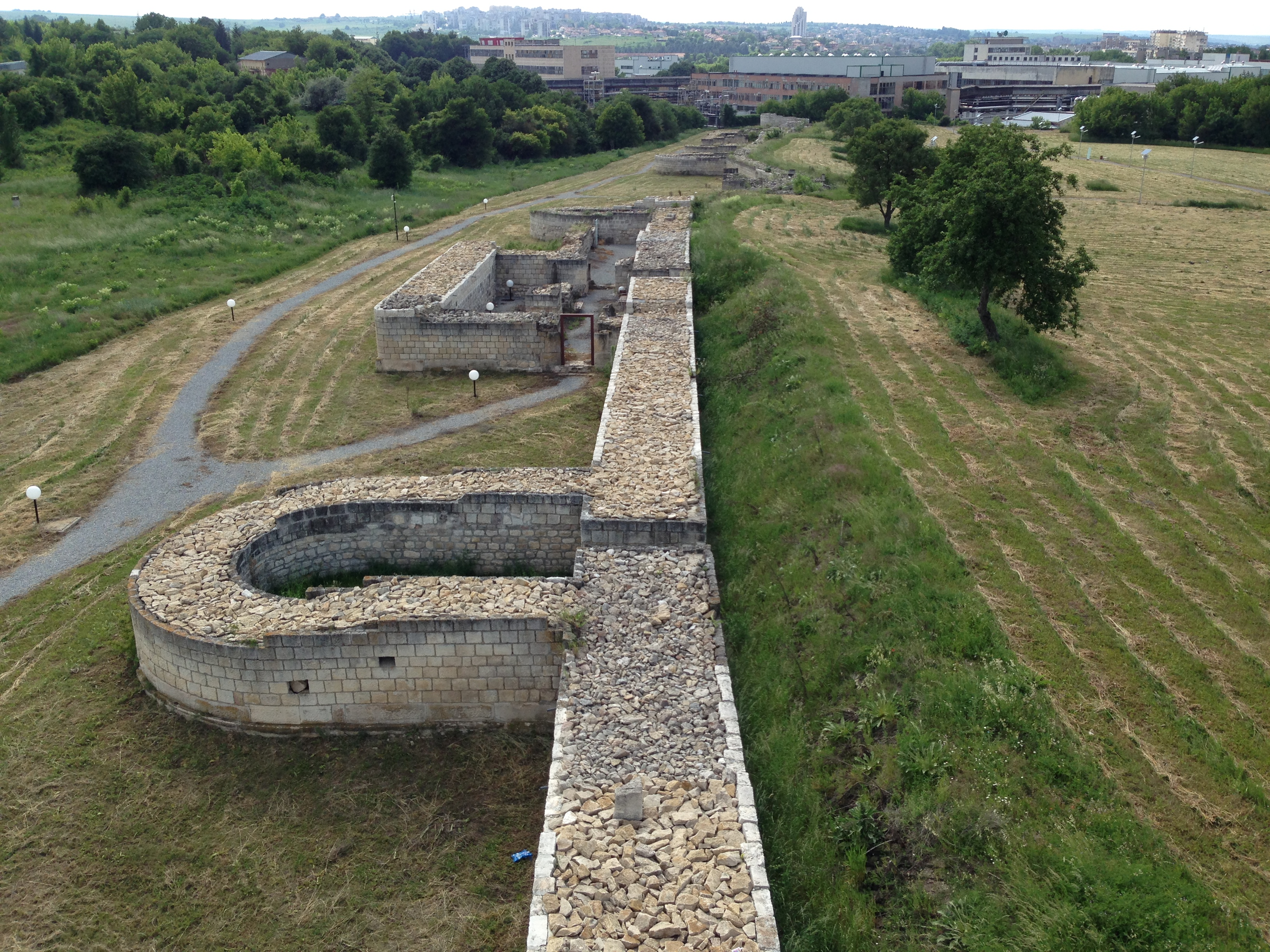
Фундаменты южной стены крепости Абритус, Мёзия (первая половина IV века)

Римская фортификация включает оборонительные сооружения, созданные в период существования Римской республики и Римской империи. Основным типом римских укреплений был военный лагерь — каструм. Особое значение в римской военной стратегии имели легионерские крепости, служившие базами для римских легионов. Приграничные оборонительные сооружения образовывали систему лимесов. Раздел военной теории, посвящённый устроению лагерей назвался кастраментацией.

## Историческое развитие
Первые стены Рима были созданы, как сообщает Тит Ливий, уже при основателях города — «Рем в насмешку над братом перескочил через новые стены и Ромул в гневе убил его». В республиканский период, распространив свою власть на юг Апеннин римляне познакомились с образцами греческой фортификации. В IV веке до н. э. они восстановили и укрепили греческую крепость в Пестуме и построили каменные стены в Остии. По-видимому, римляне не придавали фортификации определяющего значения, поскольку Страбон писал, что «что не стены защищают людей, а, наоборот, люди защищают стены» (V.7). К началу I тысячелетия Римская империя охватывала практически всё Средиземноморье и значительную часть Европы. Примерно в правление императора Октавиана Августа (27 до н. э. — 14) римская оборонительная политика приняла консервативный характер, сосредоточившись на сохранении завоёванных территорий. Армия была преобразована, и большая часть легионов была перемещена к границам. В результате была создана огромная цепь приграничных гарнизонов. Хотя при Августе стенами обзавелись многие города Италии и Галлии, защита городов не была приоритетом государства. Они не были похожи на массивные укреплений греческих городов, но представляли собой орнаментированные границы, предмет гордости, преграду для бродяг и разбойников.
В каждом отдельном случае применение той или иной оборонительной технологии определялось соображениями экономической целесообразности. В большинстве случаев оптимальным выбором было строительство стен с рвами и башнями. Римские укрепления того периода были простыми полевыми базами, без сооружений активной обороны, назначением которых была поддержка войсковых операций. Во времена Римской республики военные лагеря строились преимущественно квадратными в плане, что, как считалось, было наиболее удобно с точки зрения обороны. Они не предназначались для длительной обороны, и только на востоке, где империи противостоял серьёзный противник — Персия — ситуация была несколько иной. В 1908 году немецкий историк Теодор Моммзен сформулировал концепцию лимеса как совокупности легионерских лагерей (castra), замков (castella), путевых станций (stationes), сигнальных и сторожевых башен (turres), военных поселений (canabae) и прочих населённых пунктов (vici), связанных военными дорогами. Такое понимание является наиболее распространённым в настоящее время, хотя и не единственным.
Со второй половины III века изменился характер военных угроз, стоящих перед Римской империей. В Дакии, провинциях на рейнской и дунайской границах постоянно существовала угроза вторжения германских племён. Начиная с 238 года готы несколько раз прорывали оборону в Мёзии, нанеся римлянам в 251 году чувствительное поражение при Абритте. В результате ослабления границы варвары доходили до Греции и Малой Азии. В Реции и Верхней Германии границы пала около 260 года, в 254 и 270 годах алеманны прорывались через Альпы на Апеннины, франки угрожали Нижней Германии и Галлии, с 286 года саксы разоряли побережье Британии. В таких условиях изменились и методы фортификации. Как отмечает немецкий археолог Х. фон Петриковиц, фортификация востока Римской империи и Африки значительно отличается от западноевропейской римской фортификации.дунайской границах постоянно существовала угроза вторжения германских племён. Начиная с 238 года готы несколько раз прорывали оборону в Мёзии, нанеся римлянам в 251 году чувствительное поражение при Абритте. В результате ослабления границы варвары доходили до Греции и Малой Азии. В Реции и Верхней Германии границы пала около 260 года, в 254 и 270 годах алеманны прорывались через Альпы на Апеннины, франки угрожали Нижней Германии и Галлии, с 286 года саксы разоряли побережье Британии. В таких условиях изменились и методы фортификации. Как отмечает немецкий археолог Х. фон Петриковиц, фортификация востока Римской империи и Африки значительно отличается от западноевропейской римской фортификации.

## Форты и крепости

### Виды укреплений

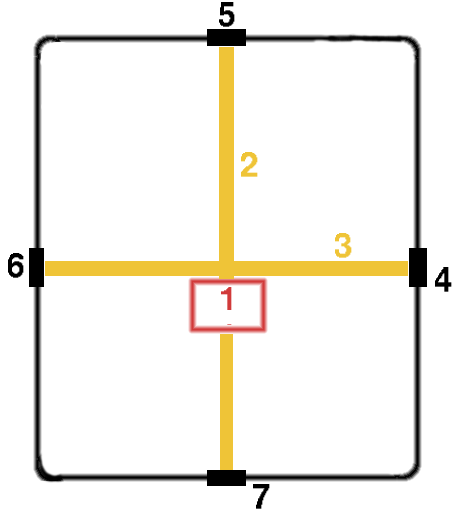
План классического римского каструма. (1) Principia; (2) Via Praetoria; (3) Via Principalis; (4) Porta Principalis Dextra; (5) Porta Praetoria; (6) Porta Principalis Sinistra; (7) Porta Decumana

С фортификационными сооружениями связана разнообразная терминология:
- Castra — классический термин, используемый для обычного форта, построенного согласно правилам кастраментации[фр.][10]. Гораздо реже в классических текстах встречается то же слово в единственном числе (castrum, каструм). Предположительно, castrum’ы имели меньший размер и более простую планировку, чем castra. Как правило, castra использовались для размещения легионов в пределах лимеса, и в таком качестве их называют легионерскими крепостями[11][12]. Позднеримские авторы не придавали термину «кастра» специфического значения в зависимости от типа размещённого в нём подразделения, а вслед за ними и в современной научной терминологии понятие не отделяют от «легионерского лагеря»[13].
- Castellum — небольшой каструм, также возведённый согласно предписаниям теории. По современным представлениям, в кастеллумах размещались вспомогательные военные подразделения. С выходом из употребления в позднеантичный период термина castra и приобретения castrum’ом преимущественно гражданского значения, кастеллум стал универсальным обозначением для лагерей как легионов, так и ауксилиев[14][12].
- Praesidium — точный смысл термина не ясен. Обозначает либо гарнизон, размещённый в каструме или кастеллуме, либо собственно кастеллум. Президиумами называли также полицейские станции для поддержания безопасности вдоль дорог[15]. К этой же категории относят небольшие четырёхугольные крепости квадрибургии (quadriburgium)[16][12].
- Burgus является заимствованием в латинском языке германского или греческого (др.-греч. πύργος) происхождения[17], обозначающим малое укрепление (castellum parvulum). Вегеций советовал городам, не имеющим собственного источника воды, построить бург с баллистой и лучниками между городскими стенами и источником для контроля над водоснабжением[18]. По эпиграфическим источникам бурги известны начиная с середины II века и как правило отождествляются с башнями[19]. Согласно Дж. Forni (G. Forni), «башня, достаточно обширная, чтобы быть обитаемой»[20].
- Centenarium известны только в Северной Африке, например, построенный на рубеже III—IV веков Centenarium Tibubuci[нем.] и многие другие крепости, квадратные в плане со стороной от 10 до 20 метров[21][20].
- Turris, specula — башня меньшего размера, чем предыдущая, со стороной от 3 до 10 метров, отдельно стоящая или в составе более крупного комплекса[22][23][20].

Ряд терминов встречаются существенно реже или имеют узкий смысл, как, например, fossatum — использовавшиеся в Африке линейные укрепления для защиты сельскохозяйственных угодий от нападений кочевников.

### Планировка крепостей
До второй половины XX века было распространено мнение, что римские крепости в плане имеют исключительно прямоугольную форму. В результате, опираясь на данную теорию, ранние исследователи нередко не проводили полностью полевые измерения и экстраполировали форму крепостей. Для Сирии основополагающие наблюдения были сделаны в конце XIX — начале XX веков Мельхиором де Вогюэ и Францем Кюмоном, в Месопотамии — Гертрудой Белл, Фридрихом Сарре и Эрнстом Герцфельдом, в Набатее и Аравии — Антоненом Жоссеном и Рафаэль Савиньяк. Результаты работы археологической экспедиции Принстонского университета (Princeton Expedition to Syria) с описаниями Альфреда фон Домашевского и Говарда Батлера были опубликованы в трёх томах в 1904—1909 годах. Вместе с Рудольфом Брюнновым, Домашевский также занимался описанием крепостей Аравийского лимеса. Будучи сторонником «прямоугольной» теории, он в ряде случаев допустил ошибки при построении планов, исправленные только в конце XX века. Опубликованные в 1920-х годах планы Алоиса Мусила также критиковали за многочисленные неточности. Собранные в 1930—1940-х годах французским иезуитом Антуаном Пуадебра в Сирии материалы, в том числе с использованием аэрофотосъёмки, остаются ценным источником, несмотря на ошибочность его интерпретаций. Вклад опиравшегося на выводы Пуадебра Ауреля Стейна в исследование Аравийского лимеса также оценивают противоречиво.

### Легионерские крепости

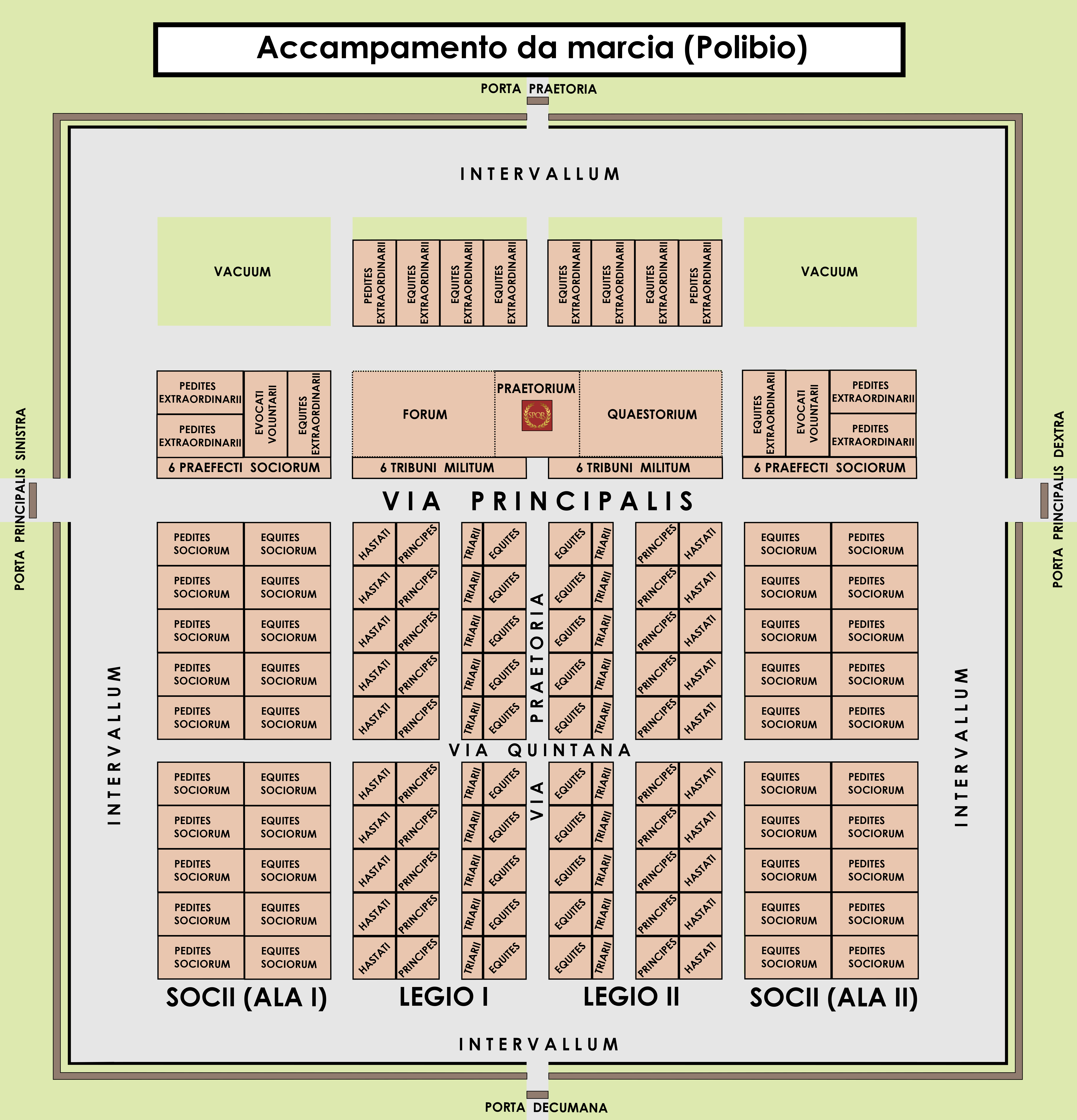
План легионерской крепости согласно Полибию

В современной историографии среди римских фортов выделяют категорию «легионерских крепостей» (англ. legionary fortress, нем. Legionslager) как место, где квартировался один или несколько римских легионов. Их отнесение к крепостям условно, поскольку легионы, как правило, не занимали оборонительных позиций. Основным письменным источником об их внутреннем устройстве являются описание Полибия (Hist. VI, 27—32), Вегеция (Epit. rei milit. I, 21—25; III, 8) и трактат «De Munitionibus Castrorum» Псевдо-Гигина. К описанию Псевдо-Гигина близок план каменной крепости середины I века Новезиум (современный Нойс) в Германии, согласно реконструкции Константина Кёнена.
Римские источники выделяют среди легионерских лагерей использовавшиеся в ходе летний кампаний castra aestiva, и зимние квартиры castra hiberna. Военный теоретик Вегеций обе разновидности объединяет в castra stativa, постоянные базы. Легионерские крепости вмещали, в общем случае, более одного легиона, что соответствовало традициям древнеримской армии, в которой под управлением каждого из консулов находилось по два легиона. Стандартная численность легиона с течением времени менялась, достигая во второй половине I века 5120 человек. В то же время, часть подразделений легиона (вексилляции) могли исполнять боевые задачи вне лагеря, тогда как вместе с легионом могли размещаться его вспомогательные подразделения. В республиканский период, когда военные кампании проходили не далеко от Рима, войска распускались по окончании боевых действий. Такому типу военной организации соответствовал простой тип устройства каструма, пример которого обнаружен в Остии. Остийский каструм был построен около 400 года до н. э. и занимал площадь 194 метра на 126 метров. Его планировку образовывали пересекающиеся под прямым углом улицы, заканчивающиеся воротами с башнями. Примером лагеря для двух легионов является Ветера I близ Ксантена в Нижней Германии.
Внутренние сооружения римских крепостей располагались в центре укреплённой области, на равном расстоянии от стен. В начале I века начался переход к прямоугольной планировке с выделением трёх частей: претентура (praetentura), центр и ретентура (retentura). На некотором расстоянии от стен выкапывались рвы и устраивались земляные насыпи. При Августе и его предшественниках появилась специальная фортификационная комиссия, представлявшая императору на утверждение проекты крепостей. При строительстве крепости над воротами устанавливалась надпись с именем императора, в правление которого произошло строительство, а также указывались должностные лица, непосредственно отвечавшие за выполнение работ. Подробно принципы фортификации излагаются во второй книге трактата Витрувия. Согласно археологическим данным, в городских укреплениях и военных лагерях использовалось три типа башен: круглые, квадратные и многоугольные. Башни зачастую выступали за периметр стен. В середине I века земляно-деревянные крепости начали сменяться каменными. Характерной особенностью лагерей со времён Траяна стало расположение башен с внутренней стороны укреплений. При императоре Адриане (117—138) было построено множество лагерей и сторожевых башен по всей территории империи. Тенденцией первой половины II века стало постепенное выдвижение наружу башен у ворот, тогда как промежуточные и угловые всё ещё располагались внутри стен. Со второй половины II века развитие римской фортификации происходило в основном в провинциях Северной Африки и Передней Азии. Многие крепости, построенные или расширенные при Марке Аврелии и Луции Вере имели U-образные башни, такие же укрепления продолжили строить и в III—IV веках.

## Городские стены
В период стабильного существования Римской империи новые городские укрепления не строились, а те, что были построены в эпоху эллинизма пришли в упадок. Ранняя историография для региона восточного Средиземноморья временем возобновления фортификационной деятельности называла, как правило, правление императора Валериана I (253—260), когда готы и герулы начали разорять города Балкан и Малой Азии. Хотя для таких утверждений не было убедительных доказательств, исследователи конца XIX — начала XX веков не видели иного объяснения тому факту, что на строительство стен шли, преимущественно, обломки статуй и храмов. По их мнению, только страх перед варварскими ордами мог заставить римлян разрушать свои святыни. По эпиграфическим данным, в 260-е годы были отремонтированы стены многих провинциальных столиц.
Поскольку городские стены строились повсеместно в Римской империи вплоть до конца IV века, во многих случаях затруднительно установить причинную связь между вторжениями и фортификационной деятельностью. В настоящее время военная опасность и повсеместный упадок в течение периода «кризиса III века» в качестве единственной причины сооружения укреплений подвергается сомнению. Были выявлены многочисленные случаи, когда возводимые стены не соответствовали непосредственным оборонительным потребностям и являлись, скорее, предметами монументального искусства. С тех пор, как оборонительные армии переместились к границам империи, ранее созданные городские стены утратили свой защитный и обрели символическое значение разделителя внешнего и внутреннего пространства города. Ряд исследователей рассматривали стены в контексте символизма императорской власти, требующей дополнительного утверждения в эпоху политической нестабильности. Примерами такого рода считаются избыточно декорированные стены ряда галло-римских городов, например, стены Ле-Мана. В относительно мирный период первой половины IV века стены, целиком сложенные из сполий, получил Афродизиас. По мнению американского археолога Питера Де Стеблера (Peter D. De Staebler), в отсутствие явной военной угрозы, отдать приказ разрушать могилы местные власти могли только ради подтверждения статуса города. Наличие укреплений повышало престиж городов и причиной их появления могло быть также повышение статуса города, как у Никомедии, ставшей столицей империи при Диоклетиане. В силу плохой сохранности, датировка позднеримских стен представляет значительную проблему, и для Испании они датируются в широких пределах от середины III века до начала V века. Существование римских городских стен в южных провинциях Галлии оспаривается.